# Emanuel Schikaneder

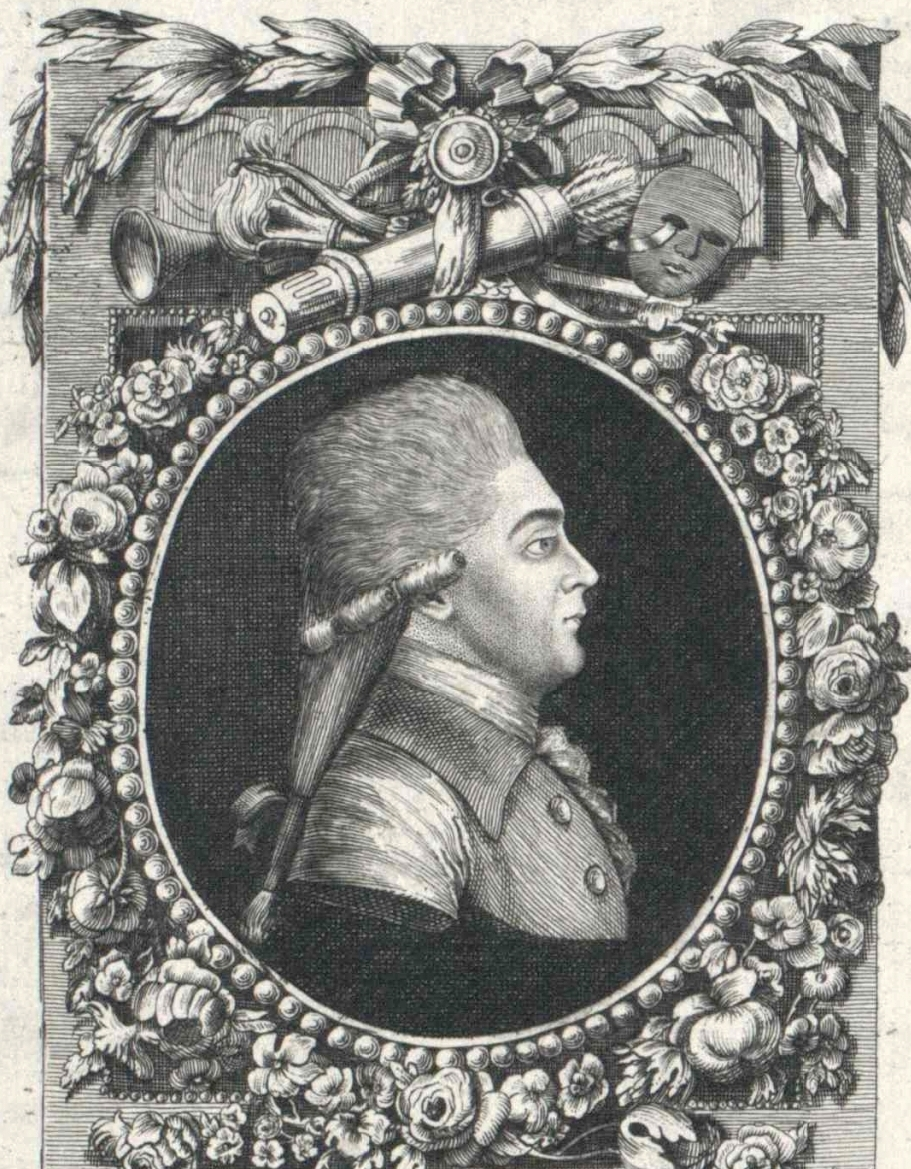
Emanuel Schikaneder

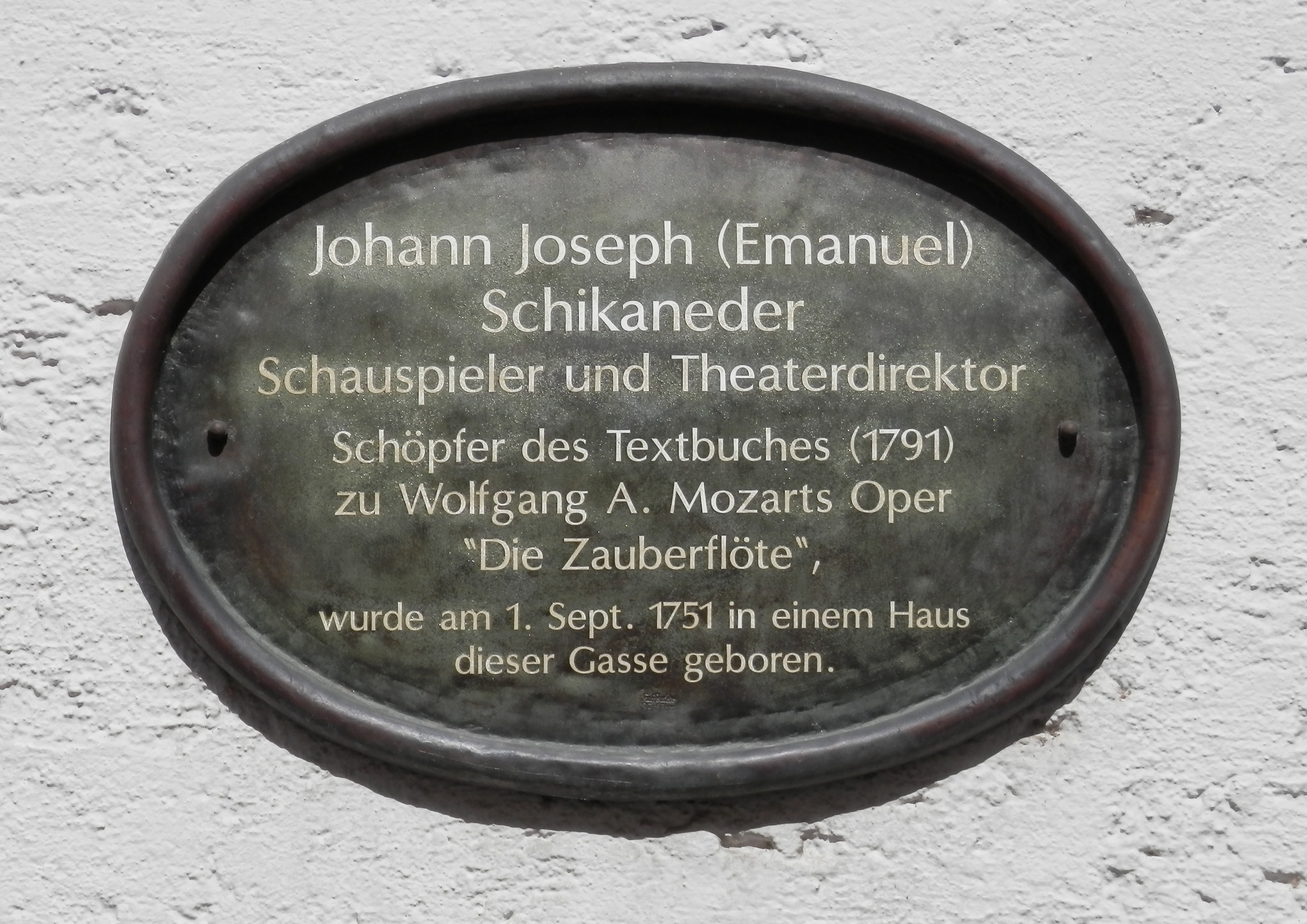
Schikaneder-Geburtshaus

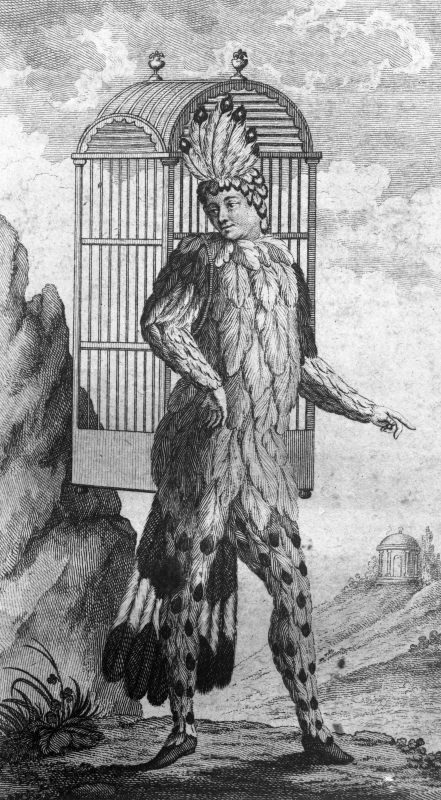
Schikaneder als Papageno. Titelblatt der Erstausgabe des Librettos der Zauberflöte, 1791

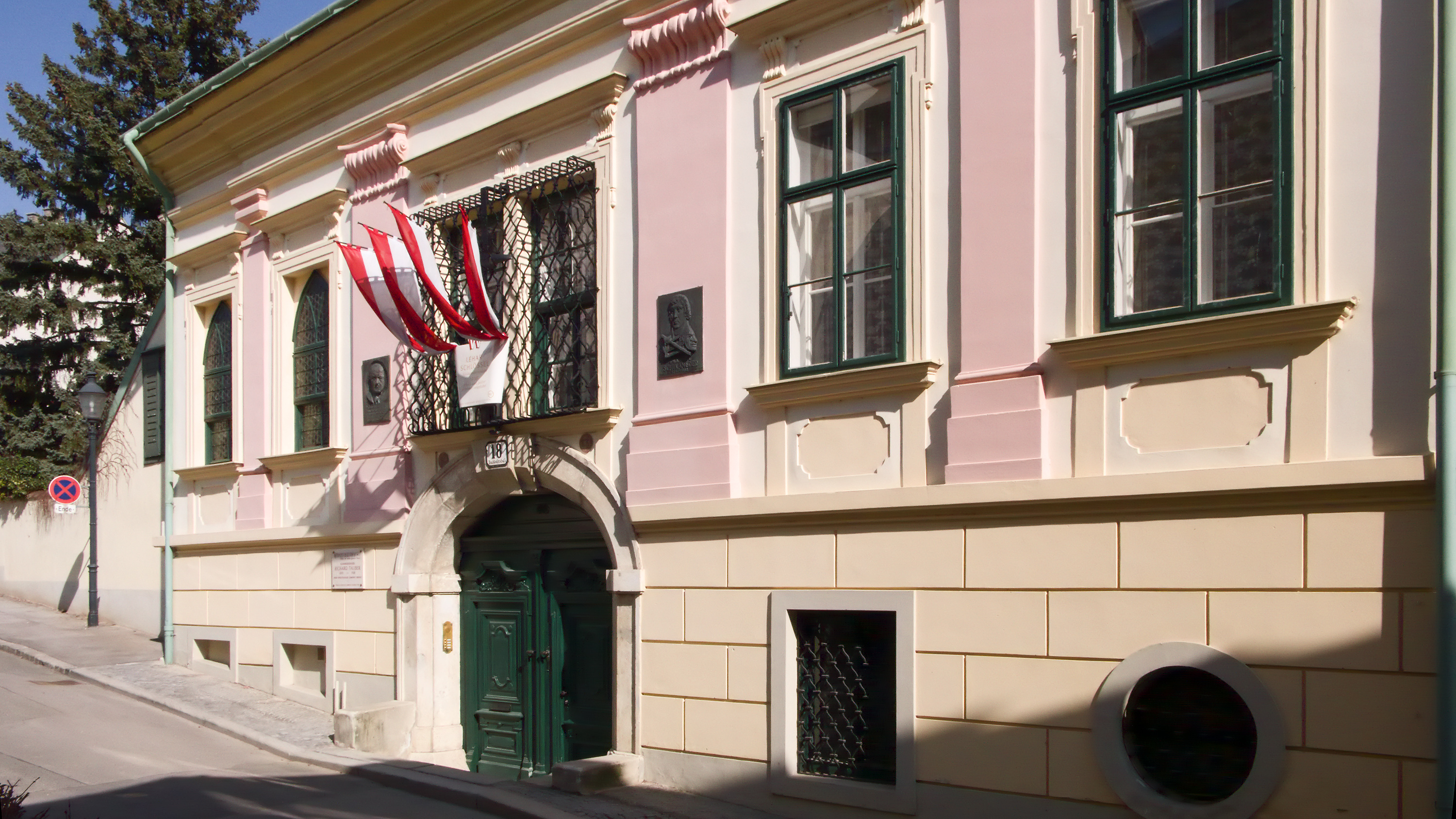
Wohnhaus Schikaneders (Lehár-Schikaneder-Schlössl)

Emanuel Schikaneder, auch Emanuel Schickaneder, eigentlich Johann Joseph Schickeneder, (* 1. September 1751 in Straubing; † 21. September 1812 in Wien) war Schauspieler, Sänger, Regisseur, Dichter und Theaterdirektor. Er verfasste als vielseitiges Talent mehr als 100 Theaterstücke und Libretti und komponierte auch eigene Opern.

## Leben
Schikaneder wuchs als Halbwaise in Regensburg auf. Seine in ärmlichen Verhältnissen lebenden Eltern hatten 1755 ihren Wohnsitz von Straubing nach Regensburg verlegt. Nach dem Tod des Vaters betrieb seine Mutter Juliana Schiessl in der Nähe des Doms einen kleinen Laden, in dem sie Devotionalien verkaufte und ihr Sohn schon früh mit Geigespielen Geld verdienen musste. Er besuchte das Jesuitengymnasium St. Paul, erhielt musikalischen Unterricht vom Domkapellmeister Johann Josef Michl und war Mitglied der Regensburger Domspatzen.
Im Alter von 22 Jahren schloss er sich 1773 in Augsburg einer theatralischen Wandertruppe an, der Moserschen Schauspielgesellschaft. Am 9. Februar 1777 heiratete er Eleonore Schikaneder (geborene Maria Magdalena Arth) im Augsburger Dom.
Ein Gastspiel seiner Truppe führte ihn 1780 nach Salzburg, wo er sich mit Leopold Mozart anfreundete und so auch mit dessen Sohn Wolfgang Bekanntschaft schloss. In Salzburg erreichte Schikaneder weitere Erfolge als Schauspieler und Textdichter. Seine Inszenierung von Agnes Bernauer brachte ihm sogar Lob von Fürsterzbischof Colloredo.
Schikaneder war zudem mehrmals Direktor des Theaters Augsburg. In Wien spielte er ab 1785 im Kärntnertortheater und gleichzeitig am damaligen Burgtheater. Kaiser Joseph II. untersagte ihm die Errichtung eines Theaters auf den Glacis vor dem Kärntnertor. Deshalb ging er 1787 für zwei Jahre mit seiner Theatertruppe nach Regensburg, wo er in dem von Fürst Carl Anselm von Thurn und Taxis angemieteten Ballhaus auf dem Ägidienplatz als selbstständiger Impresario wirkte. In dieser Zeit entschloss er sich auch zur Aufführung einer Freilichtinszenierung auf der mit vielen großen Bäumen bestandenen Donauinsel Oberer Wöhrd. Präsentiert wurde das von ihm verfasste Schauspiel „Dollinger und Krako“ mit einem realistisch dargestellten Turnierkampf und mit einer Fahrt des Siegers Dollinger im Triumphwagen mit dem Kaiser, begleitet von Minnesängern, geharnischten Rittern und Janitscharenmusik. Die Aufführung wurde von 3000 Zuschauern besucht und erbrachte hohe Einnahmen von 1500 Gulden.
1789 kehrte Schikaneder wieder nach Wien zurück, wo 1787 auf Antrag des Theaterdirektors Christian Roßbach das Freihaustheater, ein Theater im damals größten Wohnblock Wiens, dem Freihaus auf der Wieden, errichtet worden war. Dieses Theater wurde am 12. Juli 1789 mit dem von Schikaneder verfassten Stück Der dumme Anton im Gebirge eröffnet. Am 30. September 1791 fand dort die Premiere der Oper Die Zauberflöte statt, zu der Schikaneder das Libretto geschrieben hatte, mit der Musik von Wolfgang Amadeus Mozart. Schikaneder selbst spielte den Vogelfänger Papageno, eine Figur in der Tradition des Alt-Wiener Volkstheaters. Die Erfolge brachten so große Einnahmen, dass Schikaneder mit Hilfe des Kaufmanns Bartholomäus Zitterbarth ein neues Theater auf der anderen Seite des Wienflusses, das Theater an der Wien, erbauen konnte. Das alte Theater auf der Wieden wurde daher 1801 geschlossen und in Mietwohnungen umgebaut.
Das Theater an der Wien wurde am 13. Juni 1801 ebenfalls mit einer Schikaneder-Oper eröffnet, nämlich Alexander (Musik von Franz Teyber). Schikaneder setzte bei seinen Aufführungen auf aufwendige Dekorationen und Effekte. Etwa im Januar 1803 holte er Ludwig van Beethoven in sein Theater, der dort zusammen mit seinem Bruder Kaspar Karl auch eine Dienstwohnung bezog. Beethoven sollte ursprünglich Schikaneders Libretto Vestas Feuer vertonen, der entschied sich aber schließlich für ein anderes Libretto, aus dem die Oper Fidelio wurde.
Schikaneder leitete das Theater bis 1804. Von 1802 bis zu seinem Tod 1812 gehörte Schikaneder das heute als Lehár-Schikaneder-Schlössl bekannte Barockpalais in Nußdorf. Nach 1804 zog er nach Brünn und Steyr. Infolge der kriegsbedingten Geldabwertung von 1811 verlor er sein letztes Vermögen und starb geistig verwirrt in Wien-Alsergrund.

## Ehrungen und Wirkungen
Im Jahr 1861 wurde in Wien-Wieden (4. Bezirk) die Schikanedergasse nach ihm benannt. Auch in Regensburg und München-Pasing sind Straßen nach ihm benannt.
Wie Wolfgang Amadeus Mozart, Leopold Mozart und Carl Giesecke war Schikaneder Freimaurer. Aufgenommen wurde er in der Regensburger Freimaurerloge Carl zu den drei Schlüsseln. Sein Aufnahmegesuch vom 14. Juli 1788 ist erhalten und befindet sich im Deutschen Freimaurer-Museum in Bayreuth.

## Werke
Er schrieb neben dem Libretto der Zauberflöte 55 Theaterstücke und 44 Bücher für Opern und Singspiele, darunter Der Stein der Weisen (1790) und Der Zauberflöte zweyter Theil. Das Labyrinth (1798). Als weitere Anknüpfung an den Erfolg der Zauberflöte trug Schikaneders Libretto zur Oper Babylons Pyramiden zu einer weiteren Erfolgsoper bei: Diese wurde von der Uraufführung 1797 bis 1801 64 Mal gespielt, was für damalige Zeiten als sehr erfolgreich galt.

## Neuere Editionen
- Manuela Jahrmärker, Till Gerrit Waidelich (Hrsg.): Der Zauberfloete zweyter Theil unter dem Titel: Das Labyrinth oder der Kampf mit den Elementen. Tutzing 1992, ISBN 3-7952-0694-4 (Textbuch der Oper von Peter von Winter).
- David Buch und Manuela Jahrmärker (Hrsg.): Schikaneders heroisch-komische Oper Der Stein der Weisen - Modell für Mozarts Zauberflöte. Kritische Ausgabe des Textbuches (= Hainholz Musikwissenschaft. Band 5). Göttingen 2002, ISBN 3-932622-46-4.
- Emanuel Schikaneder: Regensburger Schauspiele (Inhalt: Der Grandprofos; Hanns Dollinger oder Das heimliche Blutgericht sowie Das Regensburger Schif sowie ein umfangreiches Nachwort zur heutigen Interpretation von Schikaneders Texten). Hrsg. von Michael Kohlhäufl; Sergej Liamin; Stefan Lindinger; Michaela Schiessl, Susanne Roderer 2009, ISBN 978-3-89783-662-4.
- Große heroische Oper Babylons Pyramiden. 11. Juni 2025 Erstausgabe vom Verlag ClassiCulturCentrum mit eigener Webseite[12]

## Rezeption
In Marcel Bluwals TV-Fünfteiler Mozart von 1982 spielte Pierre Santini die Rolle Schikaneders. In Miloš Formans Film Amadeus aus dem Jahr 1984 ist Schikaneder dargestellt durch Simon Callow. Ein Jahr später verkörperte Uwe Ochsenknecht Schikaneder in Vergeßt Mozart.
Der 2011 produzierte Film Sommer der Gaukler des bayerischen Regisseurs Marcus Rosenmüller dreht sich ganz um Schikaneder, insbesondere um seine Reise nach Salzburg im Jahre 1780 und um seine Begegnung mit Wolfgang Amadé Mozart. Gespielt wird Schikaneder von Max von Thun.
Am 30. September 2016 erfolgte die Uraufführung des von Stephen Schwartz komponierten Musicals Schikaneder am Wiener Raimundtheater. Das Buch zum Musical stammt von Christian Struppeck, dem Intendanten der Vereinigten Bühnen Wien.

## Dokumentationen

### Radiobeiträge und Podcast
Mozart & Schikaneder Ein siegreiches Doppel  (Memento vom 3. Dezember 2013 im Internet Archive). Ein Podcastbeitrag des Radiosender Bayern 2 aus der Reihe Bayerisches Feuilleton: vom 15. September 2012 auf der Homepage des Senders Bayern 2